# Communauté de communes de Calvi Balagne
La communauté de communes de Calvi Balagne est une communauté de communes française, située dans le département de la Haute-Corse et la région Corse.

## Composition
La communauté de communes est composée des 14 communes suivantes :

| Nom           | Code Insee | Gentilé     | Superficie (km2) | Population (dernière pop. légale) | Densité (hab./km2) |
| ------------- | ---------- | ----------- | ---------------- | --------------------------------- | ------------------ |
| Calvi (siège) | 2B050      | Calvais     | 31,2             | 5 720 (2022)                      | 183                |
| Algajola      | 2B010      | Algajolais  | 1,72             | 368 (2022)                        | 214                |
| Aregno        | 2B020      | Aregnais    | 9,3              | 594 (2022)                        | 64                 |
| Avapessa      | 2B025      | Avapessiens | 3,29             | 81 (2022)                         | 25                 |
| Calenzana     | 2B049      | Calenzanais | 182,77           | 2 571 (2022)                      | 14                 |
| Cateri        | 2B084      |             | 3,18             | 249 (2022)                        | 78                 |
| Galéria       | 2B121      |             | 135,16           | 388 (2022)                        | 2,9                |
| Lavatoggio    | 2B138      |             | 6,86             | 156 (2022)                        | 23                 |
| Lumio         | 2B150      | Lumiais     | 19,18            | 1 189 (2022)                      | 62                 |
| Manso         | 2B153      | Mansu       | 121,02           | 117 (2022)                        | 0,97               |
| Moncale       | 2B165      |             | 7,09             | 342 (2022)                        | 48                 |
| Montegrosso   | 2B167      |             | 22,78            | 417 (2022)                        | 18                 |
| Sant'Antonino | 2B296      |             | 4,1              | 132 (2022)                        | 32                 |
| Zilia         | 2B361      | Ziliais     | 14,01            | 314 (2022)                        | 22                 |

## Démographie
| 1968  | 1975  | 1982  | 1990  | 1999   | 2010   | 2015   | 2021   |
| ----- | ----- | ----- | ----- | ------ | ------ | ------ | ------ |
| 6 464 | 7 963 | 8 440 | 9 590 | 10 355 | 11 631 | 11 785 | 12 667 |

## Compétences
- Aménagement de l'espace
  - Aménagement rural (à titre facultatif)
  - Création et réalisation de zone d'aménagement concerté (ZAC) (à titre obligatoire)
  - Organisation des transports urbains (à titre facultatif)
  - Schéma de cohérence territoriale (SCOT) (à titre obligatoire)
  - Schéma de secteur (à titre obligatoire)
- Autres
  - Mise en place et gestion de la numérisation du cadastre (à titre facultatif)
  - Participation à la création ainsi qu'au fonctionnement d'une maison de l'éducation en Balagne (à titre facultatif)
  - Réalisation d'aire d'accueil ou de terrains de passage des gens du voyage (à titre facultatif)
- Développement et aménagement économique
  - Action de développement économique (Soutien des activités industrielles, commerciales ou de l'emploi, soutien des activités agricoles et forestières...) (à titre obligatoire)
  - Création, aménagement, entretien et gestion de zone d'activités industrielle, commerciale, tertiaire, artisanale ou touristique (à titre obligatoire)
  - Tourisme (à titre obligatoire)
- Développement et aménagement social et culturel - Construction ou aménagement, entretien, gestion d'équipements ou d'établissements culturels, socioculturels, socioéducatifs, sportifs (à titre optionnel)
- Environnement
  - Collecte et traitement des déchets des ménages et déchets assimilés
  - Politique du cadre de vie (à titre optionnel)
  - Protection et mise en valeur de l'environnement (à titre optionnel)
- Logement et habitat -  Politique du logement social (à titre optionnel)

## Historique
- 17 décembre 2002 : création de la communauté de communes
- 13 décembre 2004 : transfert du siège

### Présidence
| Période         | Période                  | Identité                 | Étiquette | Qualité                                   |
| --------------- | ------------------------ | ------------------------ | --------- | ----------------------------------------- |
| 2002            | 2005                     | Ange Santini             | UMP       | Maire de Calvi (1995-2004 et depuis 2010) |
| 2005            | 2008                     | Pierre Guidoni           | DVD       | Maire de Calenzana (depuis 2001)          |
| 9 avril 2008    | 30 juin 2015 (démission) | Gilles Brun              |           | Adjoint au maire de Calvi                 |
| 30 juillet 2015 | En cours                 | François-Marie Marchetti | UDI       | Adjoint au maire de Calenzana             |

### Sources
- Le splaf - (Site sur la Population et les Limites Administratives de la France)
- La base aspic de la Haute-Corse - (Accès des Services Publics aux Informations sur les Collectivités)